# Цильна
Цильна (рос. Цильна) — робітниче селище в Цильнинському районі Ульяновської області Російської Федерації.
Населення становить 3876 осіб. Входить до складу муніципального утворення Цильнинське міське поселення.

## Історія
Від 2004 року входить до складу муніципального утворення Цильнинське міське поселення.

## Населення
| 1970  | 1979  | 1989  | 2002  | 2009  | 2010  | 2012  |
| ----- | ----- | ----- | ----- | ----- | ----- | ----- |
| 2989  | ↗4497 | ↗4720 | ↘4165 | ↗4169 | ↘4119 | ↘4084 |
| 2013  | 2014  | 2015  | 2016  | 2017  | 2018  | 2019  |
| ↘4025 | ↘3952 | ↘3902 | ↘3876 | ↘3793 | ↘3765 | ↘3675 |
| 2020  | 2021  |       |       |       |       |       |
| ↘3664 | ↗3876 |       |       |       |       |       |